# Canteleu - Euratechnologies (métro de Lille)
Pour les articles homonymes, voir Canteleu (homonymie).
Canteleu - Euratechnologies est une station de la ligne 2 du métro de Lille. Elle est située dans le quartier des Bois-Blancs à Lille. 
Mise en service en 1989, la station permet la desserte du nord du quartier des Bois-Blancs, du quartier de Canteleu à Lambersart et des quartiers du Marais et du Mont-à-Camp à Lomme.

## Situation sur le réseau

Plan du métro de Lille.

Établie en souterrain, la station Canteleu - Euratechnologies est située sur la ligne 2 du métro de Lille, entre la station Lomme - Lambersart - Arthur-Notebart, en direction de la station terminus nord-ouest Saint-Philibert, et la station Bois Blancs, en direction de la station terminus nord-est CH Dron.

## Histoire
La station Canteleu est mise en service commerciale le 3 avril 1989 lors de l'ouverture à l'exploitation de la section entre la station Saint-Philibert et la station Gare Lille-Flandres. Tout comme les stations entre celles de Bourg et Bois Blancs, elle est située sous l'avenue de Dunkerque. Son accès est situé place du Broquelet, à Lille, dans le quartier des Bois-Blancs. Elle est implantée en face du supermarché Match de Lambersart. Elle doit son nom à l'ancien quartier de Canteleu, qu'elle dessert, Canteleu est la forme normano-picarde de Chanteloup, « (lieu) où chantent (hurlent) les loups ». Ce quartier, qui a pris le nom d'un hameau proche situé à Lille, s'est développé dans la seconde moitié du XIXe siècle à la limite des communes de Lomme, Lambersart et Lille, à la suite de l'industrialisation du secteur et à l'afflux de main d'œuvre ouvrière. En effet, en 1857, une filature de lin est construite par Eugène Verstraete à la Maladrerie, à la limite de Lomme et de l'ancienne commune d'Esquermes (annexée par Lille l'année suivante). Un bourg se crée à cet endroit et d'autres usines arrivent à leur tour. En 1876, le bourg projette sans succès de s'ériger en commune séparée.
La station est rebaptisée Canteleu - Euratechnologies en 2024.

## Services aux voyageurs

### Accès et accueil
La station est bâtie sur trois niveaux et dispose d'un accès ainsi que d'un ascenseur en surface : niveau -1 : vente et compostage des tickets ; niveau -2 : niveau intermédiaire permettant de choisir la direction de son trajet ; niveau -3 : deux voies encadrées par deux quais latéraux.

Architecture intérieure
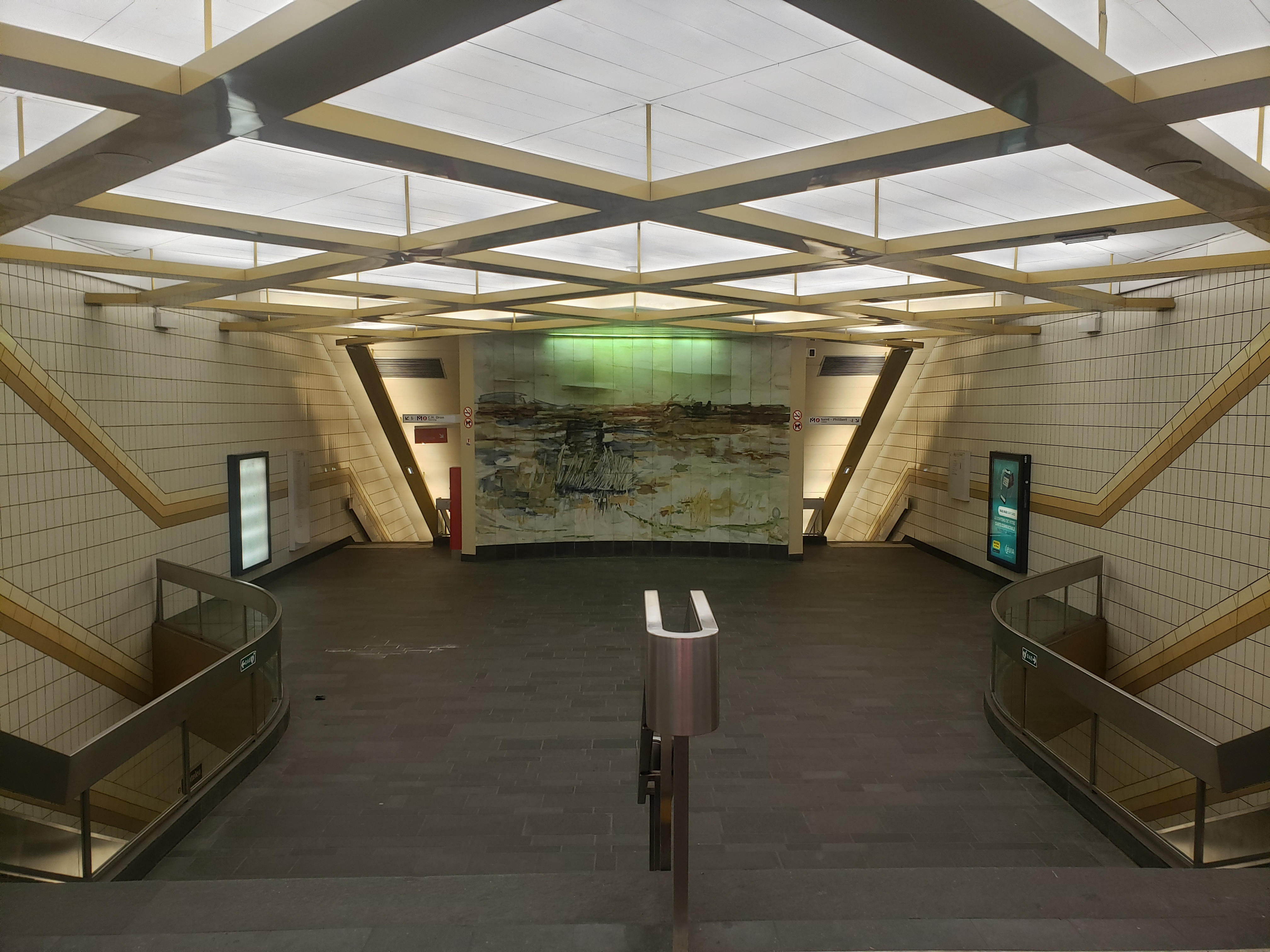
Vue générale de la mezzanine
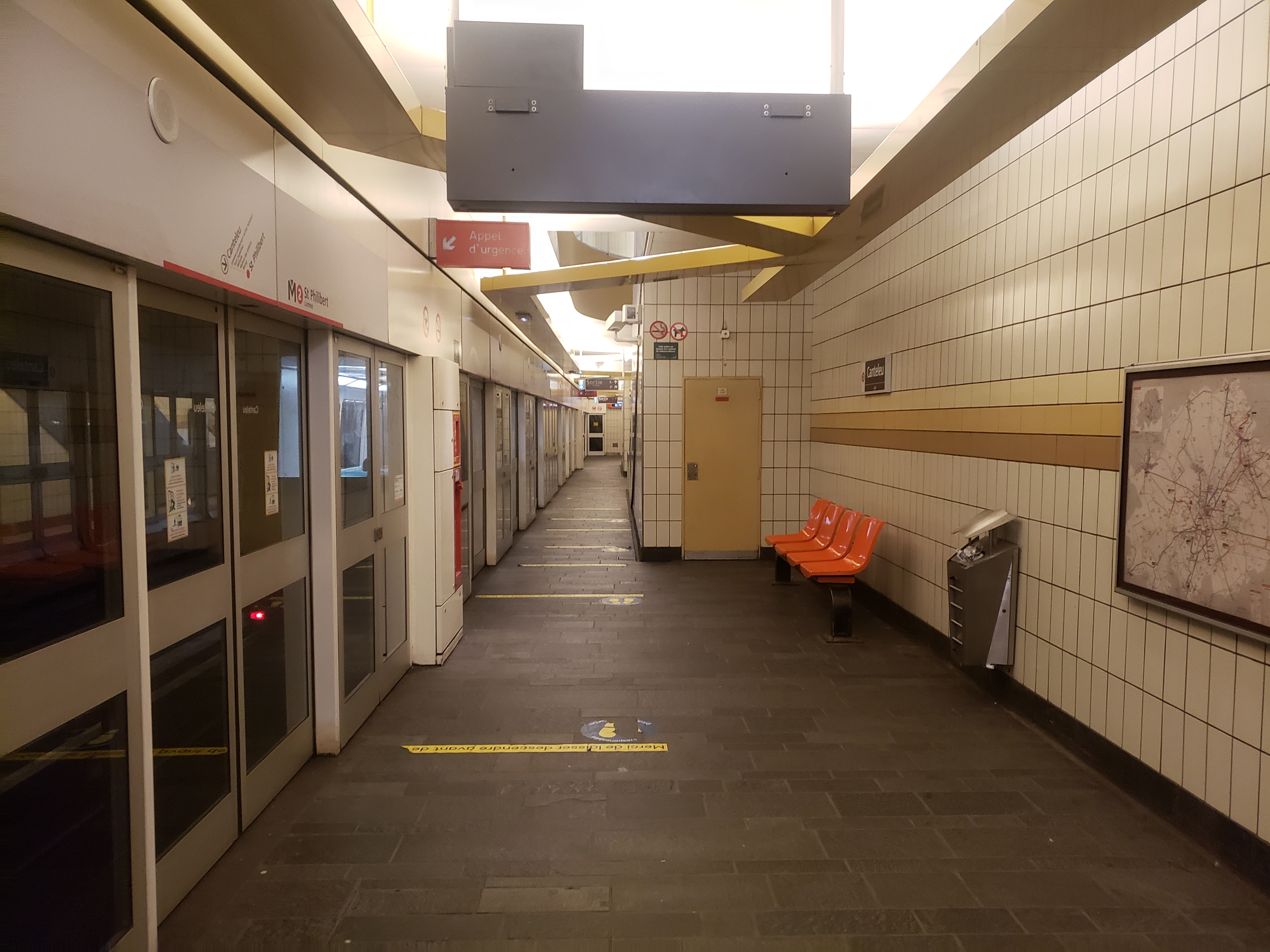
Vue générale du quai (52 mètres) en direction de Saint-Philibert
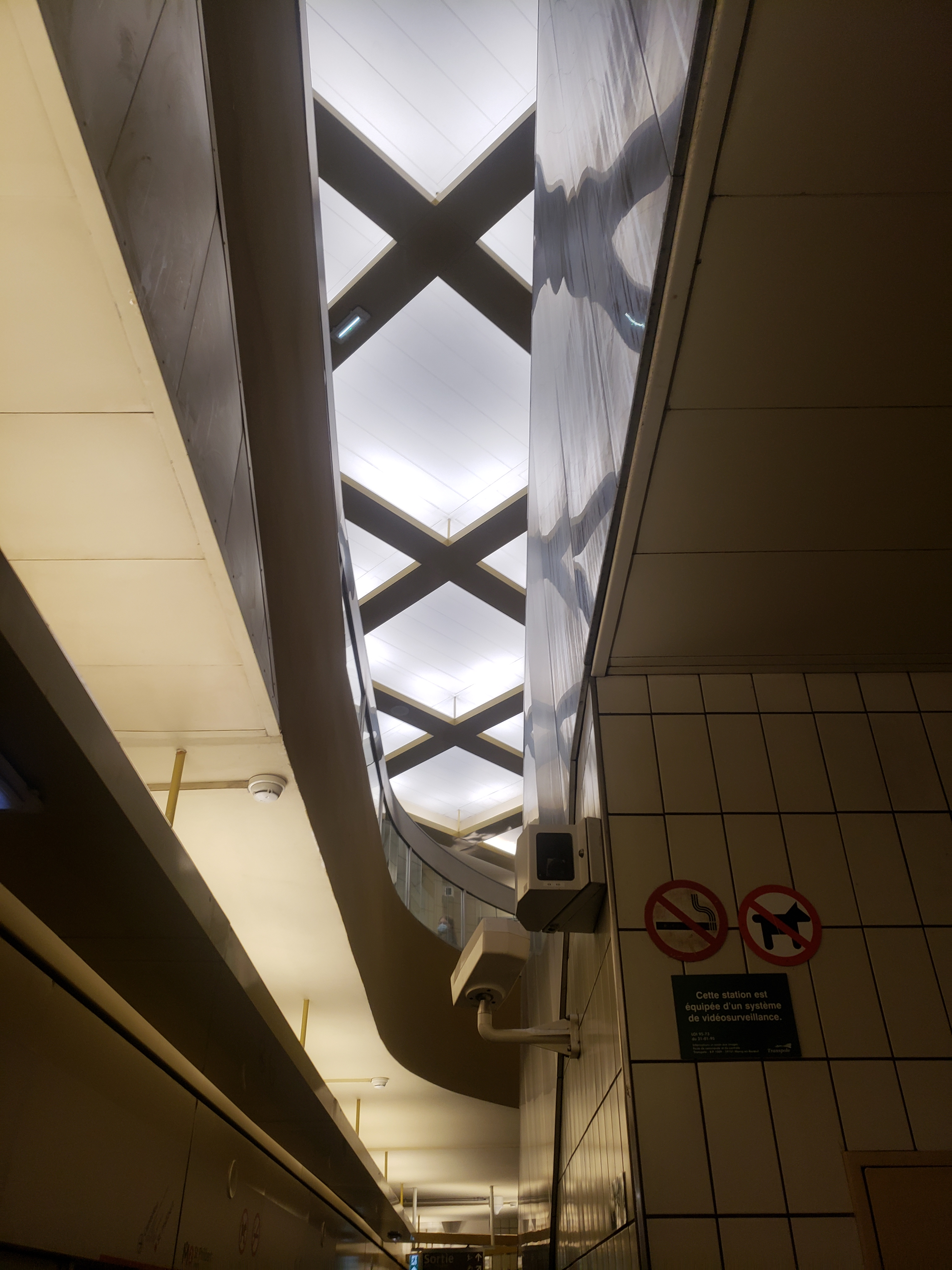
Détail du plafond du quai en direction de Saint-Philibert

### Desserte
La station est desservie tous les jours de la semaine : les premières rames débutent leur service : du lundi au samedi à 05h08 au départ de CH Dron et à 05h12 au départ de Saint-Philibert, et les dimanches et fêtes, à 05h08 au départ de CH Dron et à 05h12 au départ de Saint-Philibert ; les dernières rames débutent leur service : du lundi au jeudi à 05h08, les vendredis et samedis à 00h10 au départ de Saint-Philibert et tous les jours à 23h56 au départ de CH Dron. La fréquence de passage des rames est de : en journée : 1 à 2 minutes du lundi au vendredi, 2 à 4 minutes les samedis, 4 à 6 minutes les dimanches et fêtes ; et tous les jours, 6 à 8 minutes avant 6h et après 22h.
Elle fait également partie du service renforcé, fonctionnant aux heures de pointe de septembre à juin, de 7h à 9h et de 16h30 à 18h45,  une rame sur deux a pour terminus Lomme - Lambersart - Arthur-Notebart ou Roubaix - Grand-Place, ce qui permet un dessert de la station toutes les 1,18 minute L'information des stations terminus est indiquée sur les écrans situés sur les quais.

### Intermodalité
La station est desservie par la ligne 76 du réseau Ilévia.

## À proximité
- Institution Sainte-Odile (CSSU Lambersart)